# Ismael (assassino de Gedalias)
Ismael, filho de Netanias, filho de Elisama, foi um homem da família real de Judá que assassinou Gedalias, o governador de Judá colocado por Nabucodonosor após a destruição de Jerusalém.

## Narrativa bíblica
Em 588 a.C., Gedalias foi nomeado por Nabucodonosor II governante do país, após a destruição de Jerusalém.
No sétimo mês  de 588 a.C., Ismael, da família real, e mais dez homens, vieram a Gedalias, em Mispa, e comeram pão com ele. Em seguida, Ismael e os dez homens mataram Gedalias, além dos judeus que estavam com ele, e os caldeus, homens de guerra. Segundo Ussher, os judeus rememoram este assassinato com um jejum, em todo dia 3 do mês Tizri. Em outro dia, vieram oitenta homens de Siquém, Silo e Samaria, com as barbas raspadas, vestes rasgadas e carnes cortadas, trazendo oblações e incensos, para levar à casa do Senhor. Ismael veio, de Mispa, recebê-los, e convidou-os para se encontrarem com Gedalias. Ismael e seus companheiros mataram quase todos os homens, poupando apenas dez, que disseram que tinham escondido no campo depósitos de trigo, cevada, azeite e mel.
Ismael levou cativos todo o povo, incluindo as filhas do rei, que havia sido confiado à guarda de Gedalias por Nebuzaradã, e tentou se dirigir a Amom. Joanã, filho de Careá, e os capitães que estavam com ele, ouviram o mal que Ismael havia feito, e foram lutar contra Ismael. Eles se encontraram próximos das águas que há em Gibeom, e o povo cativo fugiu e se refugiou com Joanã.
Ismael, e mais oito companheiros, escaparam de Joanã e se refugiaram em Amom.

## Comentários
Segundo Calvino, o ato de Ismael foi uma crueldade destável e bárbara, pois ele matou Gedalias após este havê-lo recebido, violando todas as regras sagradas da hospitalidade. Além disso, Ismael havia jurado lealdade a Gedalias, que ainda era uma figura paterna. O ato também foi uma traição ao povo, porque traria a ira de Nabucodonosor contra o povo miserável, que ele havia poupado. Um dos motivos da traição foi que Ismael era da família real, mas Gedalias não era, e o assassinato foi motivado por ambição e orgulho.
Segundo Adam Clarke, Ismael, provavelmente, havia se refugiado com Baalis, rei dos amonitas, durante o cerco de Jerusalém, e havia sido empregado por Baalis para assassinar Gedalias. O ato de comer juntos o pão, citado em Jeremias 41:1, era uma forma de fazer uma aliança sagrada de amizade. Ismael pretendia levar os cativos para Amom e vendê-los como escravos; o grupo incluía mulheres, crianças e eunucos, possivelmente oriundos do harém de Zedequias.
Segundo Albert Barnes, Elisama, listado como pai de Netanias, o pai de Ismael, seria provavelmente o filho de Davi citado em II Samuel 5:16.